# Odd Atelier
Odd Atelier Entertainment Inc, connue publiquement aussi bien que Odd Atelier ou simplement OA, est une entreprise de divertissement sud-coréenne, fondée en 2023 par la chanteuse et rappeuse Jennie Kim, basé à Séoul. L'entreprise agit d'une maison de disques, agence de talents et de divertissement.

## Histoire
En août 2023, les quatre membres du groupe sud-coréen Blackpink ont commencé à négocier leur contrats avec YG Entertainment, leurs label discographique. Avec les contrats sur le point d'expirer, la société avait émis un communiqué en juillet, en confirmant que les renouvellements de contrat étaient en discussion, et il ont après confirmé avec un autre communiqué, en novembre de la même année, qu'ils étaient encore «en négociant avec les artistes ses contrats exclusifs». Le 5 décembre 2023, YG Entertainment a confirmé que les quatre membres de Blackpink avaient renouvelé ses contrats, mais seulement pour des activités de groupe, en commençant ainsi les rumeurs sur le futur des activités en tant que solistes des quatre membres,,.
Le 24 décembre 2023, Jennie, une des membres, a annoncé à travers ses réseaux sociaux la fondation, de sa propre agence de divertissement appelée Odd Atelier, en étant elle la PDG et principale artiste. Cette année a été plein de réussites. OA, Qui signifie Odd Atelier, est un espace qu'il a pour objectif de créer des choses nouvelles qu'ils appellent l'attention d'une façon différente à l'habituelle», a signalé l'artiste dans sa publication.

## Artistes

### Solistes
- Kim Jennie